# Косулинський район
Косу́линський район (рос. Косулинский район) — колишня адміністративна одиниця третього порядку у складі Уральської області РРФСР, яка існувала у період 1923-1924 та 1944-1956 років.

## Історія
Косулинський район у складі Челябінського округу Уральської області був утворений 3 листопада 1923 року. 7 квітня 1924 року було прийнято рішення про ліквідацію району, а 1 серпня 1925 року він був об'єднаний із ліквідованим Коровинським у новий Долговський район.
Відновлений Косулинський район був 24 січня 1944 року вже у складі Курганської області шляхом виділення зі складу Куртамиського району.
У квітня 1949 року центр району перенесено до села Долговка.
Ліквідовано район було 8 травня 1956 року, територія повністю увійшла до складу Куртамиського району.

## Адміністративний поділ
На момент утворення до складу району входили 9 сільрад: Білоноговська, Вехотівська, Костилевська, Косулинська, Кузьминовська, Сетовська, Становська, Чорноборвська та Чистівська.
На момент відновлення району 1944 року до його складу входили 12 сільрад: Білоноговська, Долговська, Жуковська, Косулинська, Костилевська, Кузьминовська, Масловська, Ольховська, Попілинська, Рибнівська, Чорноборська та Чистівська.
14 червня 1949 року була ліквідована Попілинська сільрада.